# تپه مظلو
تپه مظلو مربوط به عصر آهن است و در شهرستان کوثر، بخش مرکزی، دهستان سنجبد غربی، روستای آقا میرلو واقع شده و این اثر در تاریخ ۱۸ شهریور ۱۳۸۷ با شمارهٔ ثبت ۲۳۲۴۴ به‌عنوان یکی از آثار ملی ایران به ثبت رسیده است.